# ۱۶۴۳ قهوه‌ای
سیارک ۱۶۴۳ (به انگلیسی: 1643 Brown، نامگذاری:1951RQ) هزار و ششصد و چهل و سومین سیارک کشف شده‌است که در ۴ سپتامبر ۱۹۵۱ و در هایدلبرگ کشف شد.
قدر مطلق سیارک برابر ۱۲٫۸۰ است.